# Nasa urentivelutina
Nasa urentivelutina är en brännreveväxtart som beskrevs av Weigend. Nasa urentivelutina ingår i släktet färgkronor, och familjen brännreveväxter. Inga underarter finns listade i Catalogue of Life.